# Йоганн Гоффманн (невролог)
Йоганн Хоффманн (нім. Johann Hoffmann) — німецький невролог, що народився в Гангаймі.
Відомий у зв'язку з рефлексом Гофмана та хворобою Вердніга-Хоффманна.
Помер Хоффманн у віці 62 роки в м. Гайдельберг.